# Matafelon-Granges
Matafelon-Granges è un comune francese di 671 abitanti situato nel dipartimento dell'Ain della regione dell'Alvernia-Rodano-Alpi.

## Società

### Evoluzione demografica
Abitanti censiti